# Comino (Malta)
Comino (en maltés: Kemmuna) es una isla del archipiélago maltés de 3,5 km² de superficie situada entre la isla de Malta y la de Gozo, en el mar Mediterráneo, y pertenece a la República de Malta. El nombre deriva de la abundancia de la planta herbácea Cuminum cyminum utilizada desde tiempos remotos como especia. 
Es un sitio notable por su tranquilidad y aislamiento, con una población estable de tan solo cuatro personas. Un presbítero y un policía se turnan desde la isla de Gozo para atender a la población permanente y a los turistas veraniegos.

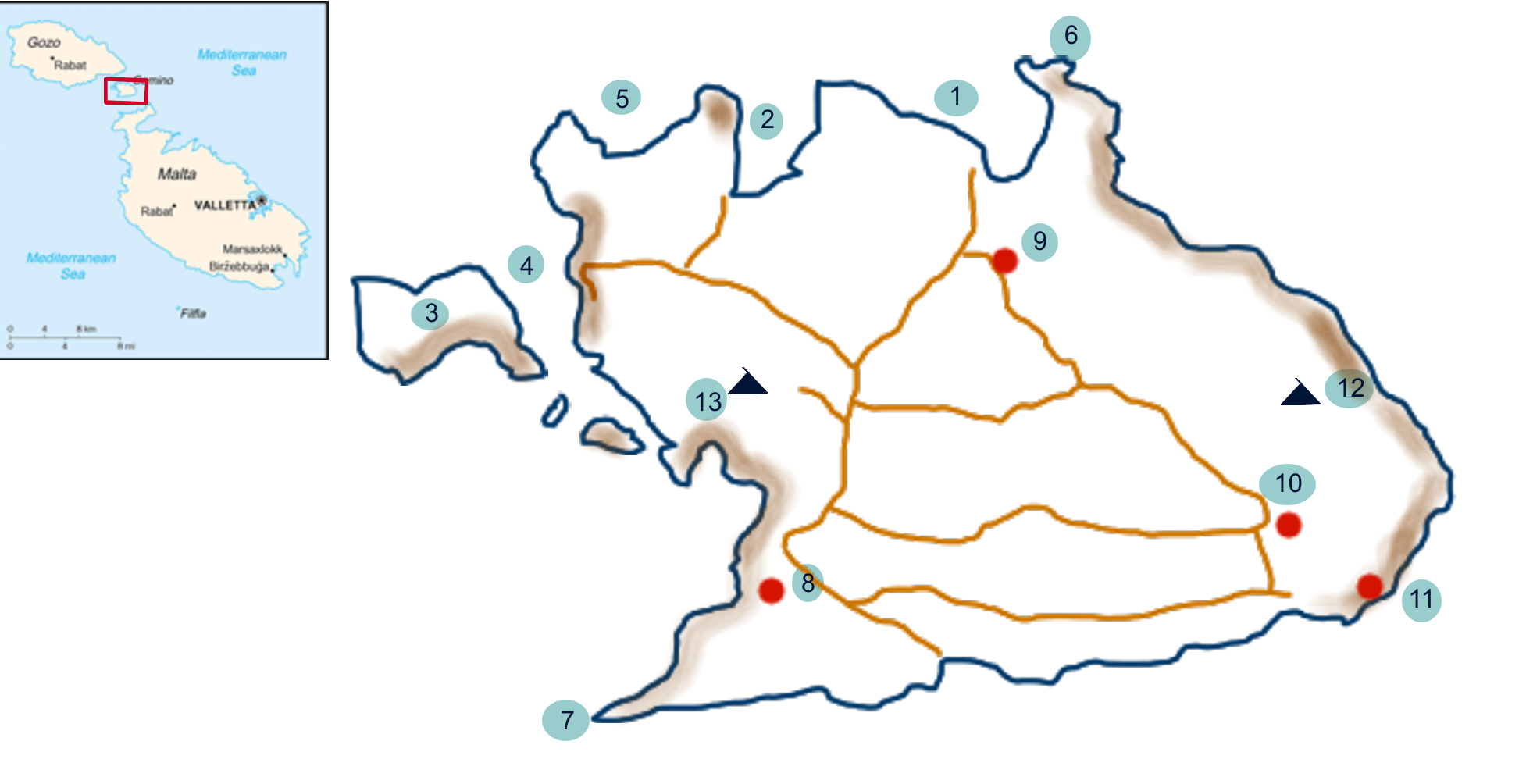
Comino, en el archipiélago maltés: 1:Bahía de San Nicolas - 2:Bahía de Santa María - 3:Islote Cominotto - 4:Lago Azul - 5:Ghar Ghana - 6:Ghemieri - 7:Ras-I-Irqlega - 8: Torre de Santa María - 9:Capilla de la Anunciación - 10:Granja de cerdos - 11:Refuerzo batería (ruinas) - 12:Máxima altura (47 m.s.m) - 13: Monte (47 m.s.m). Se indican los senderos, y en marrón sobre las costas las zonas de acantilados..

Desde hace varios años, Comino es un santuario ornitológico y reserva natural.

## Historia
Antiguamente llamada Ephaestia (Ἡφαιστεία, en griego antiguo), se sabe que Comino estuvo habitada por agricultores durante la época romana, pero durante largos períodos de su historia estuvo escasamente poblada, fue propiedad privada o estuvo completamente abandonada.
Se sabe que la isla estuvo habitada por campesinos desde la época de la antigua Roma, si bien por largos periodos estuvo escasamente poblada o incluso abandonada.
Su accidentada costa está delineada por escarpados acantilados de piedra, con profundas grutas utilizadas en la Edad Media por piratas y mercaderes. Dichas grutas y ensenadas también eran utilizadas frecuentemente como apostadero de botes en el trayecto entre Malta y Gozo.
Entre 1285 y 1288 el profeta cabalista Abraham Abulafia se recoge en la isla, donde escribirá su Libro del Signo (Sefer ha-Ot).
En los tiempos de los Caballeros de Malta se usaba la  isla como lugar de caza y recreación. Los caballeros fueron feroces protectores de la fauna local,  consistente en jabalíes y liebres. Los cazadores furtivos, si eran atrapados, recibían una pena de tres años como esclavos en las galeras.
En 1416 los malteses pidieron a su rey, Alfonso V de Aragón, que construyera una torre en Comino para servir como alerta temprana en caso de invasión, y para evitar que los merodeadores turcos, piratas, contrabandistas y corsarios usaran la isla como escondrijo desde el que podían atacar a Malta o Gozo.
Dos años después se estableció un impuesto especial sobre el vino importado para reunir fondos para el proyecto. Desafortunadamente, la recaudación fue a parar a los cofres del rey, por lo que la isla permaneció indefensa por los siguientes doscientos años.
En 1530, Carlos I de España —con el beneplácito del papa Clemente VII— cedió a la Orden de San Juan de Jerusalén las islas de Cominio, de Malta y de Gozo, así como Trípoli. La intención era proteger el Mediterráneo occidental de la avanzada otomana.
En los siglos XVI y XVII, Comino sirvió como prisión o exilio de caballeros, que para pagar crímenes menores eran ocasionalmente sentenciados al solitario y peligroso oficio de centinela en la Torre de Santa María.
Finalmente, en 1618 los caballeros hospitalarios construyeron la torre de Santa María, por orden del gran maestre Wignacourt, con diseño del arquitecto maltés Vittorio Cassar. Los fondos para la construcción se obtuvieron primordialmente de la venta de los arbustos de comino.
Durante el bloqueo francés (1798-1800) la Torre de Santa María sirvió como campo de concentración para posibles espías. En 1829 fue abandonada por el ejército británico. Por muchas décadas fue reclamada como propiedad de la autoridad civil local, y puede haber sido utilizada como hospital de aislamiento, e incluso como refugio invernal para animales de granja.
La torre volvió al uso militar durante la primera y segunda guerras mundiales. Desde 1982 es propiedad de las fuerzas armadas maltesas, sirviendo como puesto de vigilancia contra el contrabando y la caza furtiva de pájaros migratorios.

## Principales edificios
- Torre de Santa María: construida en 1618. La torre, localizada en la costa meridional de la isla, pasó a formar parte de una red de torres defensivas instaladas en puntos estratégicos de las costas del archipiélago, mejorando la comunicación entre las islas. La planta del edificio es cuadrada, con cuatro torretas en las esquinas. Está ubicado a aproximadamente 60 m sobre el nivel del mar y tiene una altura de 12 m, con muros de 6 m de espesor, sobre una plataforma de unos 8 m de altura.[12] Durante épocas de crisis su guarnición llegó a tener hasta 60 soldados. En 1791 el armamento incluía dos cañones de hierro de 6 kilos, un cañón de bronce de 5 kg y tres cañones de bronce de 1,5 kg. Entre 2002 y 2004 fue completamente restaurada, y permanece como la edificación más notable de Comino, punto de atracción para el turismo que recorre la isla.

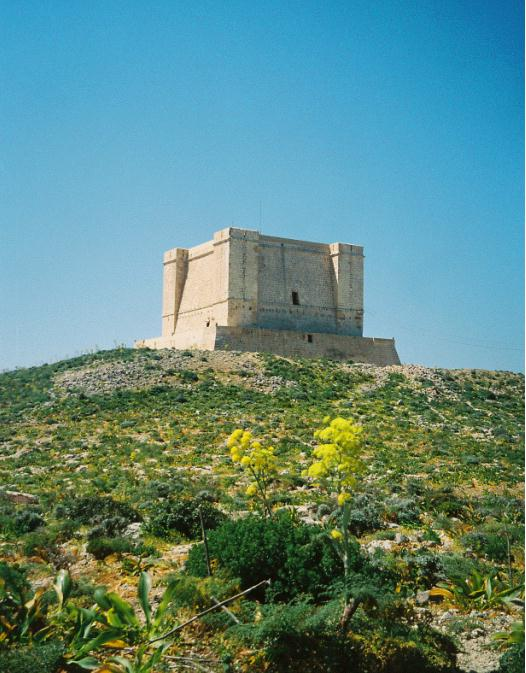
La Torre de Santa María en Comino, (it-Torri ta' Santa Marija), construida en 1618.

- Sobre la bahía de Santa María se ubica una diminuta capilla dedicada a "La Sagrada familia luego de su retorno de Egipto", construida en 1618 y ampliada en 1667 y 1716. Dedicada originariamente a la Anunciación, fue consagrada y desconsagrada al menos tres veces, según la isla tuviera o no residentes. Los registros más antiguos sobre el sitio datan del siglo XII, y pueden verse en mapas de navegación de la época como el que se encuentra en Museo Nacional Marítimo del Observatorio de Greenwich, Londres.[13] Se celebran misas los domingos por la tarde para los residentes, empleados del hotel y turistas.
- La Batería de Santa María, construida en 1716 junto con estructuras similares alrededor del litoral marítimo de la isla principal, está ubicada frente al canal sur de Comino. Es una estructura semicircular con un número de almenas que enfrentan al mar. La batería todavía alberga dos cañones de hierro de 12 kg con un buen grado de conservación debido en parte a su ubicación remota. El armamento original incluía cuatro cañones de hierro de 3 kg. La estructura fue restablecida en 1996 por la sociedad de preservación histórica de Malta, Din l-Art Ħelwa. El refuerzo Santa María, una estructura defensiva adicional, fue construida también en 1716 sobre la costa norte de la isla, aunque con el tiempo fue demolida.[14]
- Los caballeros construyeron así mismo barracas para la guarnición de Comino. A principios del siglo XX fueron utilizadas periódicamente como hospital de aislamiento.[15]

## Hechos de interés y folclore
- Tanto en el pasado como en el siglo XX cuando el mar está demasiado tempestuoso para que los sacerdotes de Gozo puedan cruzar a Comino para dar Misa, la comunidad local escala las rocas conocidas como Tal-Ħmara y contempla a través del canal la capilla de Nuestra Señora de las Rocas (Maltés: il-Madonna tal-Blat) en Ħondoq ir-Rummien, (Gozo), donde se celebra la misa. Lo más interesante es que pueden seguir la liturgia gracias a un complejo sistema de señales mediante banderas.
- Desde 1285 hasta poco después de 1290 vivió en Comino el profeta cabalístico exiliado Abraham Abulafia. Allí fue donde escribió su Sefer ha-Ot, y su último libro Imre Shefer.[4][16][17]
- Según el folclore maltés un ermitaño místico llamado Kerrew cruza ocasionalmente el canal entre Malta y Comino sobre su manto para visitar a Abulafia.

## Turismo e industria fílmica
Entre Comino y la isleta de Cominotto (en maltés: Kemmunett) se encuentran las aguas azules y transparentes del Lago Azul (en maltés: Bejn il-Kmiemen, literalmente "entre los cominos"). Visitado por gran número de turistas que lo navegan en botes, el Lago azul es una bahía muy fotografiada que posee un brillante fondo de arena blanca, y abundante vida marina que atrae estivalmente a nadadores y buzos. 
Otras playas de Comino son la bahía de Santa María (Bajja Santa Marija) y la bahía de San Nicolás (Bajja San Niklaw).
Comino es un lugar frecuentado por las productoras de películas. Sus paisajes aparecen en Troya, El conde de Montecristo y Swept Away. En El conde de Montecristo la torre de Santa María fue utilizada como escenario representando el castillo de If.

## Galería de imágenes

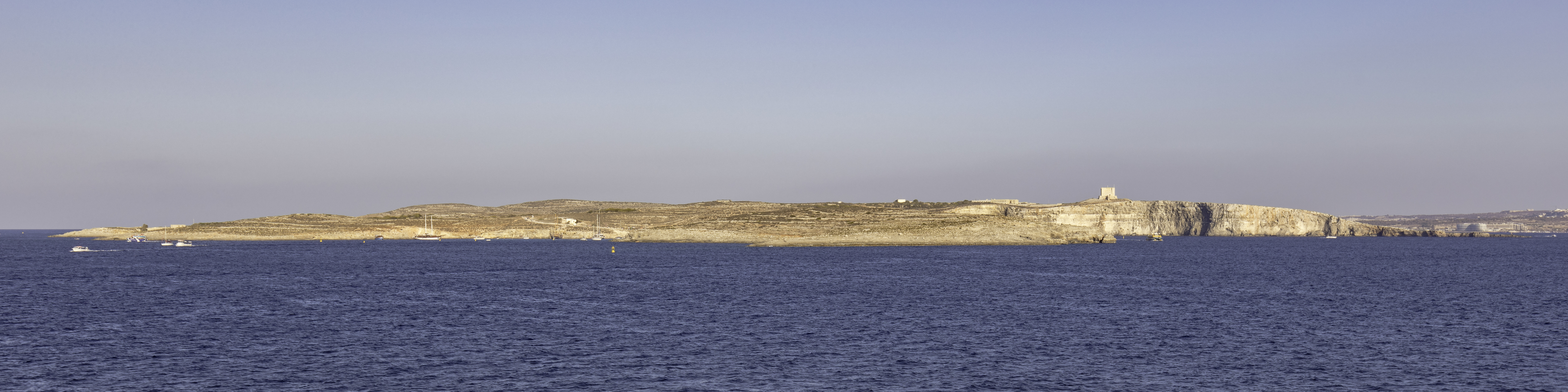
Vista general.
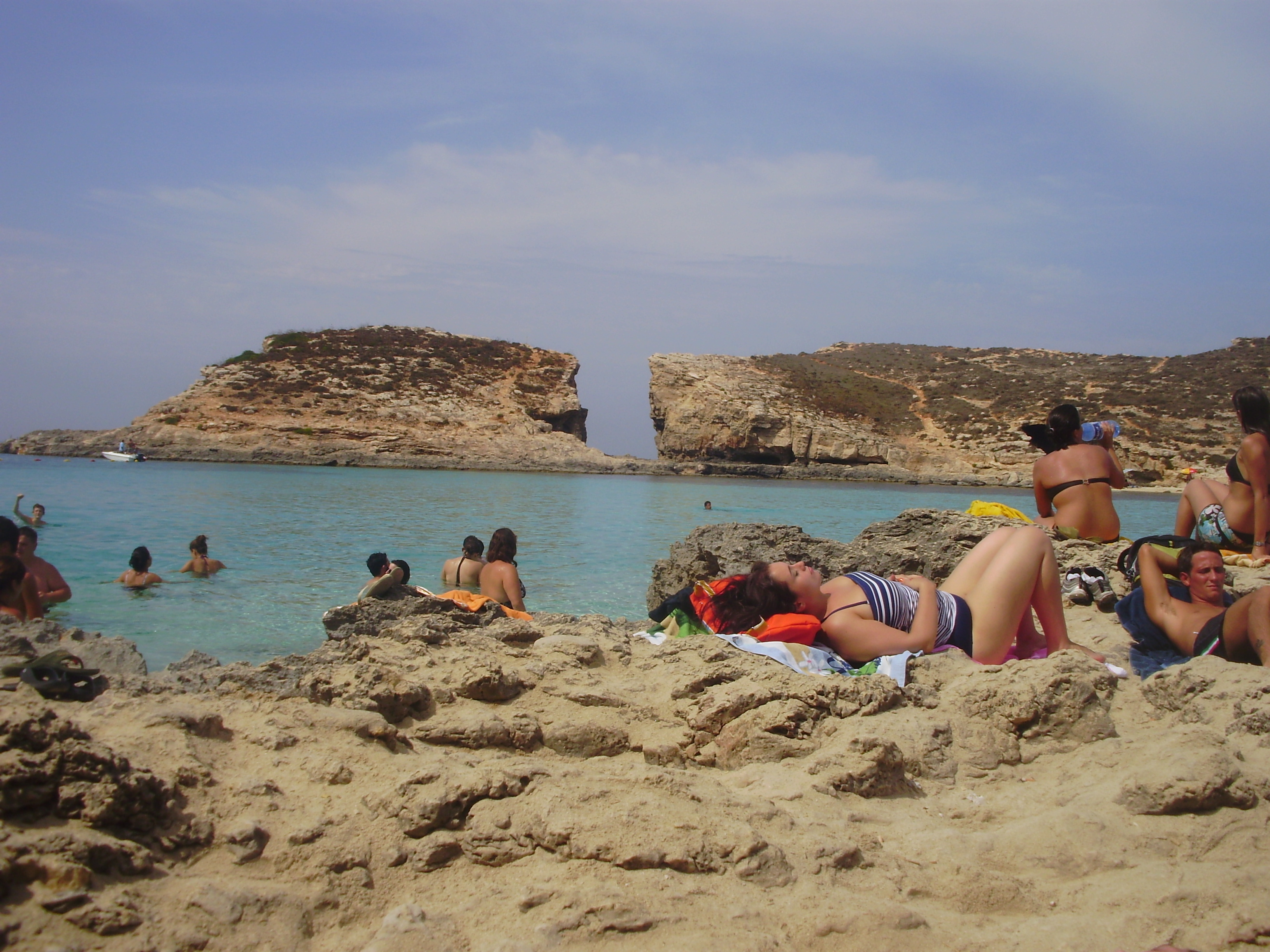
Playa de Comino.
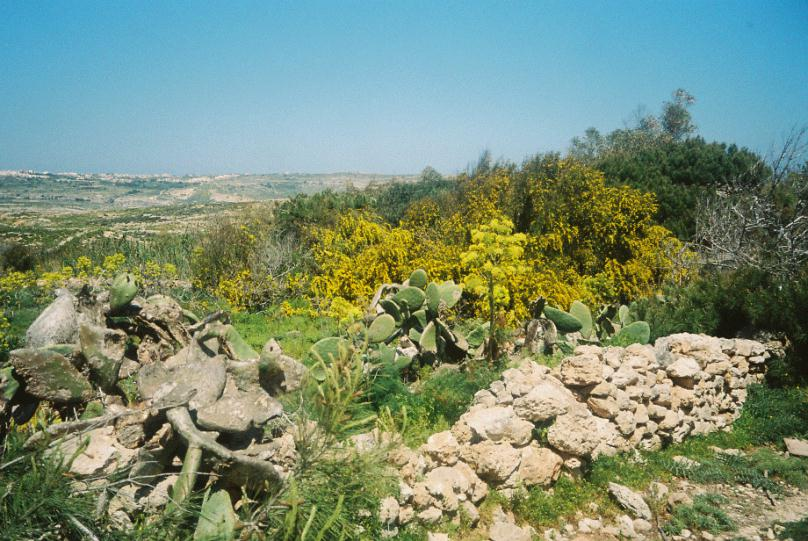
Paisaje de la isla.
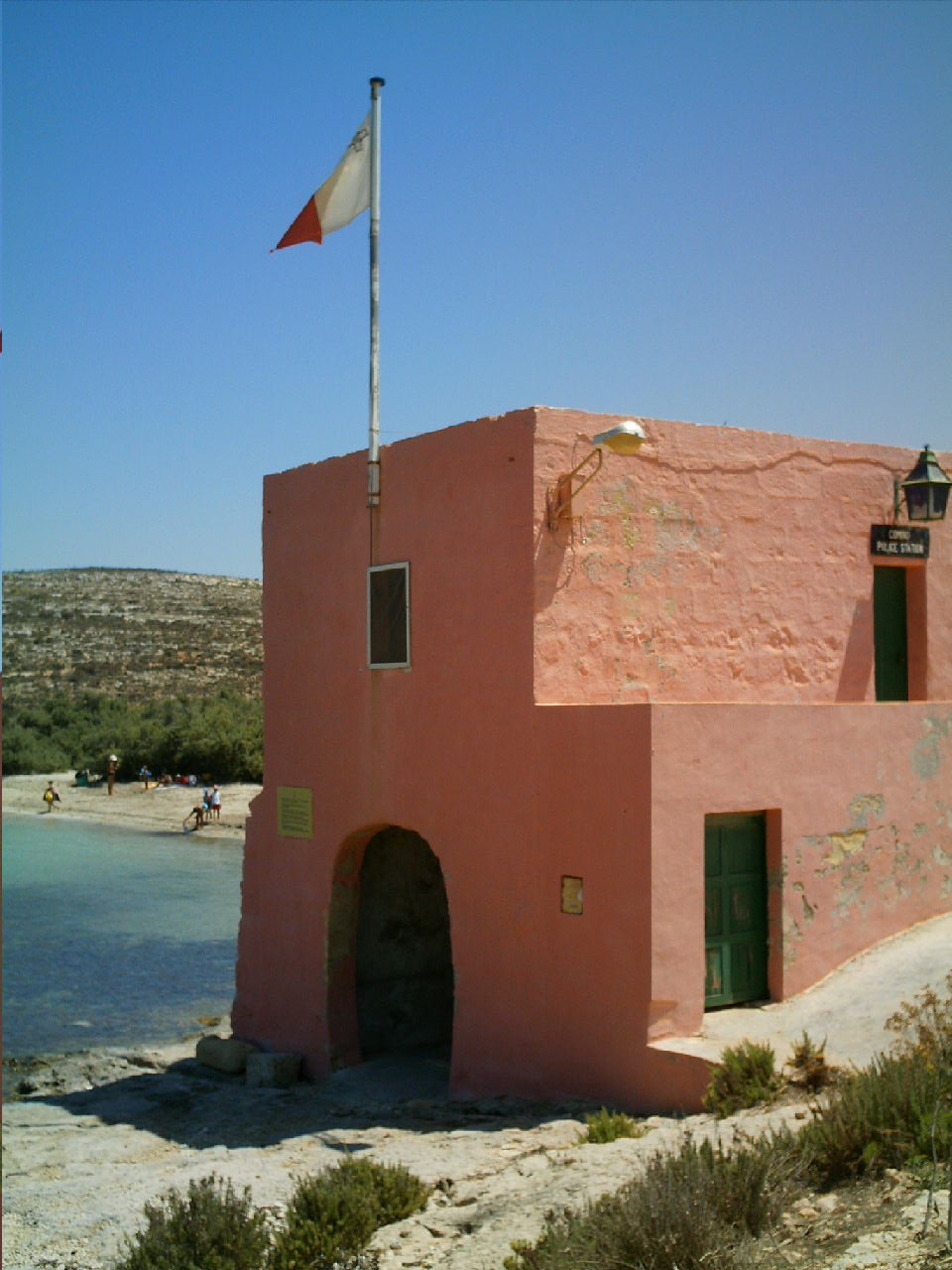
La estación de policía de Comino, en la bahía de Santa María.